# Consulat général de France à Chengdu
Le consulat général de France à Chengdu est une représentation consulaire de la République française en République populaire de Chine. Il est situé à Chengdu, capitale du Sichuan.

## Liste des consuls généraux
2006-2010 : Jacques Dumasy
2010-2013 : Emmanuel Rousseau
2013-2016 : Olivier Vaysset
2016-2019 : Fabienne Mansencal
2019-2022 : Bruno Bisson
Depuis octobre 2022 : Guillaume Delvallée